# 瀬戸内町立与路中学校
瀬戸内町立与路中学校（せとうちちょうりつ よろちゅうがっこう）は、鹿児島県大島郡瀬戸内町大字与路にある町立中学校。
与路小中学校として、瀬戸内町立与路小学校と一体的な運営がなされている。

## 教育目標
「自ら学び　心豊かでたくましい　生きぬく力のある　与路っ子の育成」。

## 卒業後の進路
卒業後は、町内の鹿児島県立古仁屋高等学校や、奄美大島の高校などに進学する。